# Kansas Wing Civil Air Patrol
A Kansas Wing Civil Air Patrol (KSWG) é uma das 52 "alas" (50 estados, Porto Rico e Washington, D.C.) da "Civil Air Patrol" (a força auxiliar oficial da Força Aérea dos Estados Unidos) no Estado do Kansas. A sede da Kansas Wing está localizada na cidade de Salina. A Kansas Wing consiste em mais de 350 cadetes e membros adultos distribuídos em 8 locais espalhados por todo o Estado.
A ala do Kansas Wing Civil Air Patrol é membro da Região Centro-Norte da CAP juntamente com as alas dos seguintes Estados: Iowa, Minnesota, Missouri, Nebraska, North Dakota e South Dakota.

## Missão
A Civil Air Patrol tem três missões: fornecer serviços de emergência; oferecer programas de cadetes para jovens; e fornecer educação aeroespacial para membros da CAP e para o público em geral.

## Serviços de emergência
A CAP fornece ativamente serviços de emergência, incluindo operações de busca e salvamento e gestão de emergência, bem como auxilia na prestação de ajuda humanitária.
A CAP também fornece apoio à Força Aérea por meio da realização de transporte leve, suporte de comunicações e levantamentos de rotas de baixa altitude. A Civil Air Patrol também pode oferecer apoio a missões de combate às drogas.
Em março de 2020, os membros da Kansas Wing se reportaram ao Centro de Operações de Emergência do Kansas para aumentar a equipe de logística e planejamento em resposta à pandemia COVID-19. Pouco depois, os membros começaram a transportar amostras de laboratório de áreas rurais e remotas para o laboratório do"Kansas Department of Emergency Management's" em Topeka.

## Programas de cadetes
A CAP oferece programas de cadetes para jovens de 12 a 21 anos, que incluem educação aeroespacial, treinamento de liderança, preparo físico e liderança moral para cadetes.

## Educação Aeroespacial
A CAP oferece educação aeroespacial para membros do CAP e para o público em geral. Cumprir o componente de educação da missão geral da CAP inclui treinar seus membros, oferecer workshops para jovens em todo o país por meio de escolas e fornecer educação por meio de eventos públicos de aviação.

## Organização

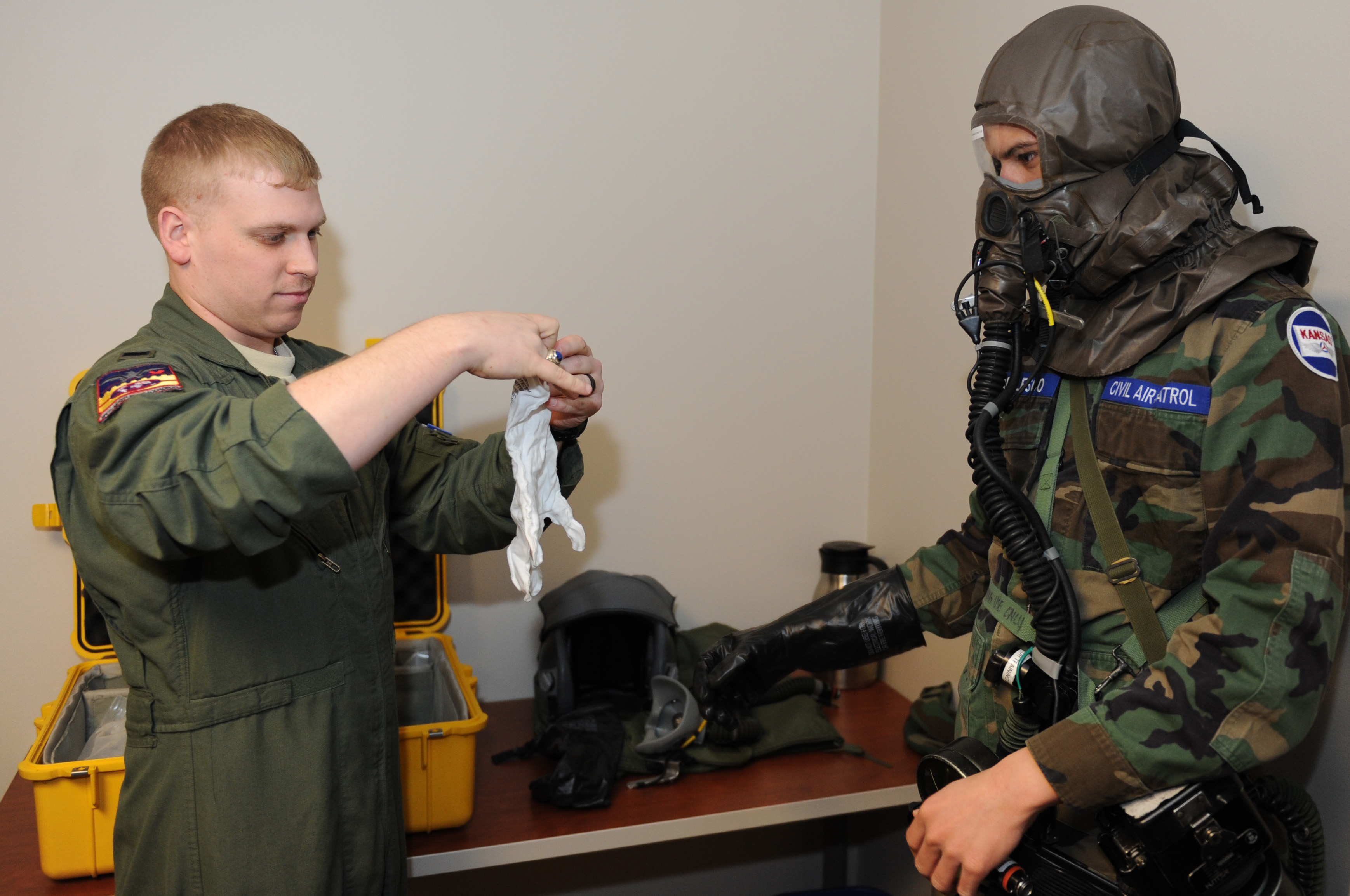
O 1º Ten Ryan Cobb, navegador do 384º Esquadrão de Reabastecimento Aéreo, ajuda um cadete da Kansas Wing a se vestir com equipamento de "Postura Protetiva Orientado à Missão".

| Designação | Nome do Esquadrão               | Localização |
| ---------- | ------------------------------- | ----------- |
| KS-003     | Konza Composite Squadron        | Manhattan   |
| KS-034     | Kansas City Composite Squadron  | Shawnee     |
| KS-035     | Topeka Eagle Composite Squadron | Topeka      |
| KS-055     | Heartland Cadet Squadron        | Lenexa      |
| KS-061     | Lawrence Composite Squadron     | Lawrence    |
| KS-077     | 77th Composite Flight           | Emporia     |
| KS-092     | Smoky Hill Composite Squadron   | Salina      |
| KS-123     | New Century Composite Squadron  | Gardner     |
| KS-125     | Emerald City Composite Squadron | Wichita     |